# الألعاب البارالمبية الصيفية 2032
الألعاب البارالمبية الصيفية 2032، والتي تُعرف رسميًا باسم دورة الألعاب البارالمبية الصيفية التاسعة عشرة والمسماة تجاريًا باسم بريسبان 2032 (Turrbal : Meeanjin 2032)، هي حدث دولي كبير قادم متعدد الرياضات مخصص للرياضيين ذوي القدرات الخاصة، تشرف عليه اللجنة البارالمبية الدولية ومن المقرر أن يقام في بريسبان، كوينزلاند، أستراليا في الفترة من 24 أغسطس إلى 5 سبتمبر 2032، بعد حوالي شهر من دورة الألعاب الأولمبية الصيفية 2032.
ستكون هذه هي المرة الثانية التي تستضيف فيها أستراليا الألعاب البارالمبية الصيفية، بعد سيدني عام 2000.

## عروض الاستضافة
وفقًا للاتفاقية المبرمة بين اللجنة الأولمبية الدولية واللجنة البارالمبية الدولية في عام 2001، فإن المدينة التي تفوز باستضافة الألعاب الأولمبية ستستضيف أيضا الألعاب البارالمبية.

## التنظيم
أنشأت حكومة كوينزلاند لجنة تنظيم بريزبين للألعاب الأولمبية والبارالمبية 2032 للتخطيط والتنظيم وتنفيذ الألعاب وفقًا لعقد الاستضافة.
في نوفمبر 2022، أعرب نشطاء، بمن فيهم البارالمبية كارني ليدل، عن مخاوفهم بشأن استعداد بريزبين لاستضافة الألعاب البارالمبية في 2032، مشيرين إلى العديد من الحالات التي تفتقر فيها المدينة إلى مرافق مناسبة للأشخاص ذوي الإعاقة. حثّت ليدل منظمي الألعاب على التشاور مع قطاع ذوي الإعاقة لضمان أن تصبح المدينة متاحة بشكل كامل لهؤلاء الأفراد. كما اتهم مدير "Youngcare Connect" شين جيمسون المدينة بأنها "غير مستعدة تمامًا" لاستضافة الألعاب البارالمبية، مشيرًا إلى أن التطوير المستقبلي قبل عام 2032 يجب أن يعتمد على التشاور مع الأشخاص ذوي الإعاقة. وقال مفوض حقوق الإنسان في كوينزلاند، سكوت ماكدوغال، إن كوينزلاند ما زالت متأخرة في جعل وسائل النقل العام متاحة بشكل كامل للأشخاص ذوي الإعاقة، حيث أن 40% من محطات السكك الحديدية في جنوب شرق كوينزلاند لا تزال غير متاحة إلا عبر السلالم.

## الألعاب

### الرياضات الجديدة
في عام 2021، أعلنت الرابطة الدولية للرجبي (IRL) عن نيتها السعي لإدراج دوري الرجبي في دورة الألعاب الأولمبية الصيفية والبارالمبية لعام 2032، مع التركيز على رياضة الرجبي على الكراسي المتحركة في الألعاب البارالمبية، ورياضة "ليغ ناينز" للألعاب الأولمبية.

## الأماكن
من المقرر أن تُقام الألعاب في نفس المواقع التي ستُستخدم في دورة الألعاب الأولمبية الصيفية لعام 2032.